# Privolnoye, Lori
Privolnoye là một đô thị thuộc tỉnh Lori, Armenia. Dân số ước tính năm 2011 là 1048 người.